# Herbert Reyer
Herbert Reyer (* 18. Juni 1949 in Witzenhausen) war bis 2014 leitender Archivdirektor und Leiter des Fachbereichs Archiv und Bibliotheken der Stadt Hildesheim sowie Honorarprofessor an der Universität Hildesheim.

## Leben
Reyer erwarb das Abitur an der Rhenanus-Schule in Bad Sooden-Allendorf. Nach einem Studium der Fächer Geschichte, Mathematik, Kunstdidaktik, Politikwissenschaft und Historische Hilfswissenschaften an der Universität Göttingen legte er 1975 die Prüfung für das Lehramt an Grund- und Hauptschulen und 1981 die für das Lehramt an Gymnasien ab. Von 1977 bis 1982 war er wissenschaftlicher Angestellter am Institut für Historische Landesforschung der Universität Göttingen und arbeitete dort unter anderem am Forschungsprojekt Germania Judaica mit. 1982 wurde er von Hans Patze zum Dr. phil. promoviert. 1983 bis 1985 war Reyer Archivreferendar im niedersächsischen Archivdienst und absolvierte eine Ausbildung zum wissenschaftlichen Archivar am Staatsarchiv Osnabrück, am Bundesarchiv in Koblenz und am Institut für Archivwissenschaft in Marburg. Die archivarische Staatsprüfung legte er im April 1985 ab und wurde anschließend Archivassessor bzw. Archivrat und stellvertretender Archivleiter am Niedersächsischen Staatsarchiv in Aurich. 1991 stieg er dort zum Archivoberrat auf. Im Februar 1992 wurde er stellvertretender Archivleiter am Niedersächsischen Staatsarchiv Osnabrück und im September desselben Jahres Archivdirektor und Leiter des Stadtarchivs und der Stadtbibliothek Hildesheim. Vom Wintersemester 2001/2002 bis zum  Wintersemester 2002/2003 war er Lehrbeauftragter am Institut für Restaurierung der Fachhochschule Hildesheim/Holzminden/Göttingen und seit dem Wintersemester 1995/96 Lehrbeauftragter an der Universität Hildesheim. Leitender Archivdirektor und Leiter des Fachbereichs Archiv und Bibliotheken der Stadt Hildesheim wurde er 2002. Am 17. Dezember 2003 erfolgte seine Bestellung zum Honorarprofessor an der dortigen Universität.
Reyer war Herausgeber der Zeitschrift Hildesheimer Jahrbuch für Stadt und Stift Hildesheim (ISSN 0944-3045). Sein Nachfolger seit 2015 ist Michael Schütz.

## Ämter und Mitgliedschaften
- 1986 bis 1992 Leiter des Arbeitskreises „Geschichte der Juden in Ostfriesland“ bei der Ostfriesischen Landschaft
- seit 1989 Berufenes Mitglied und seit 1997 Schriftführer des Arbeitskreises „Geschichte der Juden“ der Historischen Kommission für Niedersachsen und Bremen
- seit 1989 Berufenes Mitglied der Gesellschaft für die Erforschung der Geschichte der Juden in Deutschland
- seit 1991 Mitglied im Landesprüfungsausschuss für den gehobenen Archivdienst bei der Niedersächsischen Staatskanzlei
- seit 2002 Archivreferent im Kuratorium der Stiftung Jugendburg Ludwigstein und Archiv der Deutschen Jugendbewegung, Witzenhausen

## Auszeichnungen
- Upstalsboom-Taler der Ostfriesischen Landschaft für besondere Verdienste um die Erforschung der Geschichte Ostfrieslands

## Veröffentlichungen
- Die Dorfgemeinde im nördlichen Hessen. Untersuchungen zur hessischen Dorfverfassung im Spätmittelalter und in der frühen Neuzeit (= Schriften des Hessischen Landesamts für geschichtliche Landeskunde. Band 38). N. G. Elwert, Marburg 1982, ISBN 978-3-7708-0748-2
- Kleine Geschichte der Stadt Hildesheim. D. Lax, Hildesheim 2. Auflage 2002, ISBN 978-3-8269-6300-1
- Von der verarmten Landstadt zum „Nürnberg des Nordens“. Aspekte der Stadtentwicklung und der Stadtbildpflege Hildesheims in hannoverscher Zeit. In: Danny Borchert, Christien Lamschus (Hrsg.): Der Stadt zur Zierde. De Sulte 20. Edition Ruprecht, Göttingen 2008, ISBN 978-3-7675-3083-6